# سنت مریز پوینت (مینه‌سوتا)
سنت مریز پوینت، مینه‌سوتا (به انگلیسی: St. Marys Point, Minnesota) یک شهر در ایالات متحده آمریکا است که در شهرستان واشینگتن واقع شده‌است.

## خصوصیات
سنت مریز پوینت ۱٫۰۱ کیلومترمربع مساحت و ۳۶۸ نفر جمعیت دارد و ۲۱۱ متر بالاتر از سطح دریا واقع شده‌است.